# مجتبی جباری
مجتبی جباری(زادهٔ ۲۶ خرداد ۱۳۶۲، رباط کریم) بازیکن پیشین و سرمربی کنونی فوتبال اهل ایران است.
وی از استعدادهای پرورش‌یافته جوانان باشگاه استقلال تهران به‌شمار می‌رود. از وی به همراه میلاد میداوودی به عنوان بزرگ‌ترین استعدادهای فوتبال ایران محسوب می‌شوند که به دلیل مصدومیت در بازی های بزرگ به میدان نرفتند. همچنین جباری پس از خسرو حیدری با دادن ۵۴ پاس گل دومین پاسور برتر تاریخ باشگاه فوتبال استقلال تهران است.

## تیم ملی
جباری ۳۱ بازی برای تیم ملی فوتبال ایران انجام داده است و موفق به زدن ۳ گل شده است، وی ۱۴ پاس گل نیز در تیم ملی داده است؛ که از لحاظ پاس گل آماری فوق‌العاده برایش محسوب می‌شود
وی در هر سه بازی حساس آخر مقدماتی جام جهانی ۲۰۱۴ به صورت فیکس حضور مثبت داشت وی به همراه تیم ملی کشورمان در خرداد ۱۳۹۱ موفق به صعود جام جهانی ۲۰۱۴ شد.
همچنین وی در فروردین ماه سال ۱۳۹۳ برای همیشه از تیم ملی ایران خداحافظی کرد.
وی بخاطر مصدومیت خیلی از بازی‌ها را از دست داده است و اگر مصدومیت‌های بیش از حد گریبان گیرش نمی‌شد بازی‌های ملی بیشتری در کارنامه‌اش داشت.

## تیم‌های پایه
وی به همراه آندرانیک تیموریان از استعدادهای پرورش‌یافته جوانان باشگاه استقلال تهران به‌شمار می‌روند که در لیگ ۱۱ هر دوی آنان بار دیگر در تیم بزرگسالان استقلال تهران به نقش‌آفرینی پرداختند.

## باشگاهی
جباری فوتبال را از جوانان راه‌آهن و زیرنظر سرمربی وقت آن آغاز کرد. وی با بازی‌های قابل قبولی که انجام داد توانست نظر احدی مربی وقت جوانان استقلال را به خود معطوف کند و راهی باشگاه استقلال شود.
رشد جباری در فوتبال از همان سال آغاز شد. اولین بازی جباری برای استقلال در برابر تیم لشکر ۳۰ گرگان از سری بازی‌های جام حذفی ایران در فصل ۸۱–۱۳۸۰ در ورزشگاه آزادی شهر گرگان رقم خورد جباری در دقیقه ۴۶ به جای یداله اکبری وارد بازی شد. در پایان فصل و به دلیل مشمول بودن نظام وظیفه، وی برای گذراندن خدمت سربازی راهی تیم بزرگسالان ابومسلم خراسان شد. جباری در تیم ابومسلم توانست خود را به شهرت برساند و به تیم ملی دعوت شود.
در پایان فصل ۸۳–۸۴ مجتبی جباری به تیم استقلال تهران بازگشت و در همان فصل به همراه استقلال قهرمان لیگ برتر فوتبال ایران شد.
در پایان فصل ۹۱–۹۲ مجتبی جباری به دلیل اختلاف با علی فتح‌الله‌زاده خویی مدیر عامل استقلال از باشگاه کنار گذاشته شد. وی در نشستی با محمدرضا رحیمی، مدیرعامل باشگاه سپاهان اصفهان، توافق کرد به این تیم اصفهانی بپیوندد.
جباری پس از پیوستن به سپاهان در دیدار استقلال و سپاهان در هفته دوم لیگ برتر ۹۲–۹۳ مورد تشویق هواداران استقلال قرار گرفت. این درحالی بود که امیر قلعه نوعی سرمربی وقت تیم استقلال از هواداران درخواست کرده بود تا به وی بی‌احترامی صورت نگیرد. جباری عنوان کرده بود بعد از ۹ سال بازی در استقلال، بازی در تیم دیگری برایش قابل تحمل نبوده است.
پس از مصدومیت فریدون زندی، بازیکن ایرانی تیم الاهلی قطر که مقابل تیم المعیذر رخ داد، مسئولان باشگاه الاهلی مذاکرات خود را با مجتبی جباری بازیکن ایرانی تیم سپاهان آغاز کردند و در نهایت با این بازیکن تا پایان فصل به توافق رسیدند.
جباری که در ابتدای فصل در سپاهان بازی می‌کرد بعد از گذشت چند هفته از حضور در تمرینات این تیم خودداری کرد و به تهران بازگشت. مسئولان باشگاه الاهلی همچنین با باشگاه سپاهان مذاکراتی داشتند و در نهایت موفق شدند رضایت این باشگاه را برای انتقال جباری در آخرین ساعات و پیش از بسته شدن سیستم نقل و انتقالات لیگ قطر جلب کنند. او با قراردادی ۳ ساله به ارزش یک میلیون و هفتصد هزار دلار جایگزین فریدون زندی هافبک ایرانی-آلمانی الاهلی قطر شد که در تاریخ ششم مهرماه ۱۳۹۲ دچار یک آسیب دیدگی شدید از ناحیه ساق پا شده بود.
در نهایت در تاریخ ۹ تیر ماه ۱۳۹۶ مجتبی جباری پس از چهار فصل دوری از باشگاه استقلال با امضای قراردادی دو ساله به این تیم بازگشت. پس از عدم بازی طولانی مدت برای تیم استقلال، این بازیکن از تیم کنار گذاشته‌شد.

## عملکرد جباری در استقلال
| تیم     | فصل       | لیگ  | لیگ | لیگ    | جام حذفی | جام حذفی | جام حذفی | آسیا | آسیا | آسیا   | مجموع | مجموع | مجموع  |
| تیم     | فصل       | بازی | گل  | پاس گل | بازی     | گل       | پاس گل   | بازی | گل   | پاس گل | بازی  | گل    | پاس گل |
| ------- | --------- | ---- | --- | ------ | -------- | -------- | -------- | ---- | ---- | ------ | ----- | ----- | ------ |
| استقلال | ۱۳۹۷–۱۳۹۶ | ۴    | ۰   | ۰      | ۰        | ۰        | ۰        | ۰    | ۰    | ۰      | ۰     | ۰     | ۰      |
| استقلال | ۱۳۹۲–۱۳۹۱ | ۱۶   | ۰   | ۴      | ۴        | ۰        | ۲        | ۸    | ۰    | ۵      | ۲۸    | ۰     | ۱۱     |
| استقلال | ۱۳۹۱–۱۳۹۰ | ۲۴   | ۱۰  | ۹      | ۴        | ۲        | ۳        | ۵    | ۱    | ۱      | ۳۳    | ۱۳    | ۱۳     |
| استقلال | ۱۳۹۰–۱۳۸۹ | ۱۹   | ۲   | ۴      | ۲        | ۲        | ۰        | ۵    | ۰    | ۱      | ۲۶    | ۴     | ۵      |
| استقلال | ۱۳۸۹–۱۳۸۸ | ۱    | ۰   | ۰      | ۰        | ۰        | ۰        | ۲    | ۰    | ۰      | ۳     | ۰     | ۰      |
| استقلال | ۱۳۸۸–۱۳۸۷ | ۲۲   | ۸   | ۶      | ۰        | ۰        | ۰        | ۱    | ۰    | ۰      | ۲۴    | ۸     | ۶      |
| استقلال | ۱۳۸۷–۱۳۸۶ | ۲۷   | ۱   | ۹      | ۵        | ۲        | ۳        | ۰    | ۰    | ۰      | ۳۲    | ۳     | ۱۲     |
| استقلال | ۱۳۸۶–۱۳۸۵ | ۲    | ۰   | ۰      | ۰        | ۰        | ۰        | ۰    | ۰    | ۰      | ۲     | ۰     | ۰      |
| استقلال | ۱۳۸۵–۱۳۸۴ | ۲۴   | ۵   | ۷      | ۱        | ۰        | ۰        | ۰    | ۰    | ۰      | ۲۴    | ۵     | ۷      |
| استقلال | ۱۳۸۱–۱۳۸۰ | ۰    | ۰   | ۰      | ۱        | ۰        | ۰        | ۰    | ۰    | ۰      | ۱     | ۰     | ۰      |
| مجموع   | مجموع     | ۱۳۹  | ۲۶  | ۳۹     | ۱۷       | ۶        | ۸        | ۲۱   | ۱    | ۷      | ۱۷۷   | ۳۳    | ۵۴     |

## مصدومیت
بین بازیکنانی که دچار مصدومیت‌های پرتعداد و طولانی‌مدت شدند، مجتبی جباری سرنوشت متفاوتی داشت، او تبدیل به یکی از بازیکنان تأثیرگذار تاریخ استقلال و بازیکنی بدون جانشین برای این تیم تبدل شد که آمار گل و پاس گل‌های او در استقلال گواه کیفیت اوست، جباری هر زمان که در استقلال حضور داشت کیفیت بازی این تیم به مراتب بالاتر بود اما به دلیل مصدومیت‌های پرتعداد بازی‌های کمتری برای استقلال انجام داد که اگر این مصدومیت‌ها برای او پیش نمی‌آمد جباری در عرصه ملی و حتی فوتبال باشگاهی با پیشرفت‌های قابل توجهی مواجه می‌شد مجتبی جباری به دلیل مصدومیت‌هایی در طول دوران فوتبال حرفه‌ای ملی و باشگاهی از میدان‌های ورزشی مهمی به دور مانده است. یکی از مهم‌ترین مصدومیت‌های وی در اردوی سوئیس - جایی که تیم ملی فوتبال ایران برای مسابقات جام جهانی ۲۰۰۶ آماده می‌شد - در جریان یک دیدار دوستانه بود، که منجر به مصدومیت وی از ناحیه منیسک خارجی زانوی پای راست شد. در نتیجه، وی این رویداد بزرگ ورزشی را از دست داد.

## گلهای ملی
| تعداد | تاریخ            | میزبان                            | تیم رقیب | گل زده | نتیجه نهایی | رقابت                                      |
| ----- | ---------------- | --------------------------------- | -------- | ------ | ----------- | ------------------------------------------ |
| ۱     | ۱۱، اکتبر، ۲۰۱۱  | ورزشگاه آزادی، تهران              | بحرین    | ۰-۲    | ۰–۶         | مرحله مقدماتی جام جهانی فوتبال ۲۰۱۴ (آسیا) |
| ۲     | ۱۱، نوامبر، ۲۰۱۱ | ورزشگاه ملی بحرین، منامه          | بحرین    | ۱-۱    | ۱–۱         | مرحله مقدماتی جام جهانی فوتبال ۲۰۱۴ (آسیا) |
| ۳     | ۱۵، نوامبر، ۲۰۱۱ | ورزشگاه گلورا بونگ کارنو، جاکارتا | اندونزی  | ۰-۲    | ۱–۴         |                                            |

## سینما
در تابستان ۱۳۹۲ مجتبی جباری سرمایه‌گذار ایرانی فیلم وقت داریم حالای عبدالرضا کاهانی شد تا اولین حضور خود در سینما را ثبت کند. وی که علاقه اش به هنر و ادبیات او را از دیگر فوتبالیست‌ها متمایز می‌کرد به واسطه رفاقت با عبدالرضا کاهانی که او نیز علاقه فراوانی به فوتبال دارد و پایش به دنیا سینما باز شد. این فیلم به عنوان اولین اثر هنری در کارنامه جباری ثبت خواهد شد.

## زندگی شخصی
وی با اصالت آذری و اردبیلی در رباط کریم بدنیا آمد. مجتبی جباری در زمستان ۱۳۹۲ با همسرش عقیق فرهی ازدواج کرد و صاحب دو پسر بنام‌های هرمان و ماهور است.

### کتابفروشی
مجتبی جباری که بارها گفته بود به حوزه هنر و ادبیات علاقه‌مند است در دوران بازنشستگی از فوتبالش اقدام به افتتاح یک کتاب فروشی به اسم کتابسرای راوی نمود.

## آمار سرمربی‌گری
| تیم         | کشور  | از              | تا          | رکورد | رکورد | رکورد | رکورد | رکورد   |
| تیم         | کشور  | از              | تا          | G     | W     | D     | L     | پیروز % |
| ----------- | ----- | --------------- | ----------- | ----- | ----- | ----- | ----- | ------- |
| نیروی زمینی | ایران | ۳۰ تیر ۱۴۰۱     | ۱۸ آذر ۱۴۰۱ | ۹     | ۲     | ۱     | ۶     | ۰۲۲     |
| استقلال     | ایران | ۴ اردیبهشت ۱۴۰۴ | تا کنون     | ۶     | ۴     | ۱     | ۱     | ۰۶۷     |
| مجموع       | مجموع | مجموع           | مجموع       | ۱۵    | ۶     | ۲     | ۷     | ۰۴۰     |

## افتخارات

### به عنوان بازیکن

#### باشگاهی
استقلال تهران
- لیگ برتر فوتبال ایران(۳): ۸۵–۸۴، ۸۸–۸۷، ۹۲–۹۱
- جام حذفی فوتبال ایران(۲): ۸۷–۱۳۸۶، ۹۱–۱۳۹۰
- لیگ قهرمانان آسیا: ۲۰۱۳ (نیمه نهایی)

#### ملی
ایران
- صعود به جام جهانی ۲۰۰۶
- صعود به جام جهانی ۲۰۱۴

### به عنوان مربی
استقلال تهران
- جام حذفی فوتبال ایران(۱): ۰۴–۱۴۰۳

#### شخصی
- بهترین پاسور لیگ برتر در فصل ۸۷–۱۳۸۶ با ۱۱ پاس گل
- بهترین پاسور لیگ برتر در فصل ۹۱–۱۳۹۰ با ۹ پاس گل